# Antonio de Reparaz
Antonio de Reparaz (en alta mar, prop de Cadis 1833 - Reus, (Tarragona), 1886) va ser un músic i compositor d'origen basc
Va ser el més gran de 21 germans. El seu pare, músic militar, d'una família arruïnada per la invasió francesa, es traslladava a Cadis amb la seva dona quan va néixer. Antonio el qual era el germà gran, mostrà des de molt aviat, verdadera vocació musical.
Director d'orquestra, als disset anys debutà a Santander el 1849. A Saragossa estrenà el 1856 la seva primera sarsuela. Marxà a Itàlia a ampliar estudis, becat per la diputació navarresa, i quan va tornar va conèixer a París casualment, un empresari que el contractà per a ser director de l'orquestra d'òpera de "Teatro de Sao Joao", de Porto, on s'hi va instal·lar amb la seva dona, Rosario Rodríguez Baez de Imaz, on va néixer el seu fill, geògraf, Gonzalo de Reparaz y Rodríguez-Báez. Va escriure algunes òperes, com ara "Gonzalo de Córdoba", i sobretot sarsueles, que dirigí al Teatro del Circo de Madrid. Destaquen, a més d'algunes sarsueles que van ser molt populars, una sèrie basada en textos del Quixot, com ara "Las Bodas de Camacho", y "La venta encantada".
El 1874, Reparaz estrenà a Porto, amb singular èxit, l'òpera La renegada, que després es va cantar en el teatre Malibran de Venècia. A Porto va compondre una altra òpera El favorito, l'afer de la qual, tant espanyol com els anteriors, està tret de la vida de Rodrigo Calderón. Contractat pel "Teatro Reggio" de Torí el 1884, no sols per a dirigir l'orquestra, sinó amb l'obligació d'estrenar aquella obra, veié malaurada la contracta per haver-se declarat el còlera, motiu que obligà l'empresari a tancar el teatre. Reparaz tornà a España, pobre i malalt, establint-se a Reus, on participà en activitats culturals i on morí el 1886.
Va escriure a més de les obres citades, dues òperes: Don Pedro el Cruel i Maleck-Adel, les partitures de les quals es perderen totalment amb l'incendi del "Teatro de Sao Joao", de Porto; unes 30 sarsueles, nombroses romances, cançons i diverses composicions religioses. La música de Reparaz és d'un caràcter personal, fresca, espontània i en ocasions solemne i majestuosa. Les seves obres no van adquirir la notorietat de què, pel seu mèrit, potser es mereixien.